# Валдайське озеро
Валда́йське озеро (озеро Валдай, рос. Валдайское озеро) — озеро, розташоване на Валдайській височині, на території Валдайського національного парку у Валдайському районі Новгородської області Росії. Висота над рівнем моря - 192 м.
Площа озера без островів складає 19,7 км; середня глибина - 12 метрів (максимальна - 60 м). Валдайське озеро покрите льодом з початку грудня до початку травня. У середній частині розташований острів Горобиновий, який ділить озеро на два плеса.
Валдайське озеро пов'язане з озером Ужин каналом «Копка». Канал був побудований на кошти Іверського монастиря в 1862 році на місці річки Федосіївка, довжина якої складала близько 150 м.
Валдай - мальовниче озеро льодовикового походження. Відомо плесами та піщаними пляжами. Три великих острови: Березовий, Горобиновий, Патоковий. 
На острові Сельвицький знаходиться історико-архітектурний пам'ятник XVII-XVIII століть - ансамбль будівель Валдайського Іверського монастиря.
На західному березі озера розташоване місто Валдай.